# Bracon alternans
Bracon alternans är en stekelart som beskrevs av Gaspard Auguste Brullé 1846. Bracon alternans ingår i släktet Bracon och familjen bracksteklar. Inga underarter finns listade.